# 포커 70
포커 70(Fokker 70)은 포커(Fokker)에 의해 제작된 소형 쌍발 엔진, 중거리 터보팬 지선 운항 여객기이다. 길이는 포커 100에 비해 작은 편이지만 포커 70과 포커 100은 모두 포커에서 제조한 첫 번째 제트 여객기이다. 1993년에 첫 비행을 가진 이래로 47대의 항공기와 1대의 프로토타입이 제작되었으며 34대의 항공기는 전 세계 항공사에서 운행하고 있다.

## 제원
- 생산 능력: 80 명의 승객
- 엔진의 개수: 2 동체 뒤쪽에 설치
- 날개 길이: 28.08 m
- 길이: 30.91 m
- 높이: 8.50 m
- 최대 도달 거리: 2.040 km
- 최대 비행 속도: 743 km / h
- 빈 평면의 무게: 22.673 kg

## 같이 보기
- 포커 F28 펠로십
- 포커 100
- 안토노프 An-148
- 봄바디어 CRJ700 시리즈
- 엠브라에르 E-Jets